# San Damiano Macra
San Damiano Macra (piemontiul: San Damian ëd l'Arma) település Olaszországban, Piemont régióban, Cuneo megyében. Lakosainak száma 411 fő (2023. január 1.). San Damiano Macra Cartignano, Castelmagno, Celle di Macra, Dronero, Frassino, Melle, Sampeyre, Macra és Roccabruna községekkel határos.

## Népesség
A település lakossága az elmúlt években az alábbi módon változott:
| Lakosok száma | 424  | 408  | 411  |
|               | 2017 | 2018 | 2023 |